# Athetis bispurca
Athetis bispurca là một loài bướm đêm trong họ Noctuidae.